# Formica lemani
Formica lemani es una especie de hormiga del género Formica, familia Formicidae. Fue descrita científicamente por Bondroit en 1917.
Se distribuye por China, Georgia, Japón, Kirguistán, Mongolia, Corea del Norte, Corea del Sur, Turquía, Albania, Andorra, Austria, Bielorrusia, Bélgica, Bulgaria, Croacia, República Checa, Finlandia, Francia, Alemania, Grecia, Italia, Macedonia, Montenegro, Noruega, Polonia, Rumanía, Rusia, Eslovaquia, Eslovenia, España, Suecia, Suiza, Ucrania y Reino Unido. Se ha encontrado a elevaciones de hasta 2250 metros. Vive en microhábitats como rocas, piedras, madera muerta y forraje.